# Population quasi stable
Une population quasi stable est une population fermée à mortalité variable et fécondité constante.